# Negoci de vacances
 Negoci de vacances (original: Holiday Affair) és una pel·lícula estatunidenca de Don Hartman estrenada el 1949 i doblada al català.

## Argument
Abans de l'arribada de Nadal, Steve, el dependent d'uns magatzems, atén una atractiva clienta que en realitat és una espia comercial. Encara que Steve no aconsegueix desemmascarar-la, sucumbeix als seus encants i finalment acorden una cita.

## Repartiment
- Robert Mitchum: Steve Mason
- Janet Leigh: Connie Ennis
- Wendell Corey: Carl Davis
- Gordon Gebert: Timmy Ennis
- Griff Barnett: M. Ennis
- Esther Dale: Sra. Ennis
- Henry O'Neill: M. Crowley
- Harry Morgan: Tinent de policia
- Larry J Blake: Johnson - Policia
- Helen Brown: Emily